# Begonia fischeri
Begonia fischeri är en begoniaväxtart som beskrevs av Schrank. Begonia fischeri ingår i släktet begonior, och familjen begoniaväxter.